# Дајана Ајтбергер
Дајана Ајтбергер (Илменау, 1. јул 1991) је немачка репрезентативка у санкању. Санкањем је почела да се бави 2001. 
На Светском првенству 2015. заузела је шесто место, 2016. двадесето, а 2017. девенто. Сребрну медаљу у спринту освојила је 2016. На Олимпијским играма 2018. остварила је свој највећи успех освојивши сребрну медаљу.

Друго место у генералном пласману Светског купа заузела је 2015. и 2018.